# Tettigettalna
Genre
Tettigettalna est un genre d'insectes hémiptères de la famille des Cicadidae (cigales), de la sous-famille des Cicadettinae.

## Liste d'espèces
Selon BioLib (15 juillet 2024) :
- Tettigettalna afroamissa Costa, Nunes, Marabuto, Mendes & Simões, 2017
- Tettigettalna aneabi (Boulard, 2000)
- Tettigettalna argentata (Olivier, 1790) - espèce type présente en France - syn. ancien Tettigetta argentata
- Tettigettalna armandi Puissant, 2010
- Tettigettalna boulardi Puissant, 2010
- Tettigettalna defauti Puissant, 2010
- Tettigettalna estrellae (Boulard, 1982)
- Tettigettalna helianthemi (Rambur, 1840)
- Tettigettalna josei (Boulard, 1982)
- Tettigettalna mariae (Quartau & Boulard, 1995)